# Dźbów (gmina)

Gmina na tle zmieniającego się podziału administracyjnego powiatu częstochowskiego

Dźbów – dawna gmina wiejska istniejąca do 1954 roku. Nazwa gminy pochodzi od wsi Dźbów (obecnie dzielnica Częstochowy), lecz siedzibą władz gminy były Ostrowy (obecnie dzielnica Blachowni).

## Historia
Gmina powstała w 1864 roku w Królestwie Kongresowym. Początkowo wchodziła w skład powiatu wieluńskiego, a od 1867 roku w wyniku zmiany podziału administracyjnego znalazła się w powiecie częstochowskim, guberni piotrkowskiej. W 1900 roku w skład gminy wchodziły: Blachownia (osiedle i wieś), folwark Błaszczyki, Brzózka, Dźbów (folwark i wieś), Gać, Kijas, Konopiska (folwark i wieś), Kopalnia, Korzonek, Kotara, Kuźnica Marianowa (folwark i wieś), Malice, Pająk, folwark Pałysz, Piła, Trzepizury (zagroda i wieś), Wyrazów. W czasie I wojny światowej do gminy Dźbów przyłączono wsie Aleksandria I i IV oraz Aleksandria II i III z gminy Rększowice.
W okresie II Rzeczypospolitej gmina należała do powiatu częstochowskiego w woj. kieleckim. W 1933 roku na terenie gminy Dźbów utworzono gromady: Aleksandria I i IV, Aleksandria II i III, Blachownia, Brzózka, Dźbów, Kopalnia, Konopiska, Wygoda, Walaszczyki, Korzonek, Kuźnica II, Kuźnica I, Ostrowy, Trzepizury, Wyrazów.
W trakcie II wojny światowej gminę Dźbów wcielono do III Rzeszy i weszła w skład powiatu Blachownia w rejencji opolskiej. Po wojnie gmina przejściowo odzyskała przynależność do województwa kieleckiego, lecz już 6 lipca 1950 roku została wraz z całym powiatem częstochowskim przyłączona do woj. katowickiego (od 9 marca 1953 pod nazwą woj. stalinogrodzkie).
1 lipca 1952 roku gmina Dźbów została mocno okrojona, kiedy główna część jej obszaru weszła w skład nowych gmin: gminy Ostrowy (gromady Blachownia, Brzózka, Ostrowy, Walaszczyki, Wyrazów) i gminy Konopiska (gromady Aleksandria I i IV, Aleksandria II i III, Konopiska, Kopalnia, Korzonek, Trzepizury i Wygoda). Według stanu z 1 lipca 1952 roku gmina Dźbów składała się zaledwie z 3 gromad: Dźbów, Kuźnica I i Kuźnica II. Jednostka została zniesiona 29 września 1954 roku wraz z reformą wprowadzającą podział powiatów na gromady w miejsce gmin.
Po reaktywowaniu gmin z dniem 1 stycznia 1973 roku gminy Dźbów nie przywrócono, a jej dawny obszar wszedł głównie w skład gmin Konopiska i Blachownia oraz Częstochowy (od 1977 roku).